# Tonek z Napoleonovy armády
Tonek z Napoleonovy armády (1972, Toontje Polant) je dobrodružný historický román pro mládež od nizozemského spisovatele Johana Fabricia odehrávající se v době napoleonských válek.

## Obsah románu
Děj románu začíná kolem roku 1808 a jeho vypravěčem a hlavní postavou je dvanáctiletý chlapec Theodorus Polant, kterému říkají Tonek. Když jeho otec, obchodník a hokynář v Alkmaaru, zemře, najde si Tonkova matka za něho náhradu. Život v rodném domě se stává pro Tonka nesnesitelný, dokonce se pokusí svého otčíma zabít. To se mu nepovede, a tak se rozhodne utéct z domova ke svému strýci do Hoornu. Tam se nechá naverbovat do napoleonské kadetky v Haagu. Najde tam kamaráda Klaase, prožije s ním řadu příhod a seznámí se s životem mezi žoldáky, kterým je většinou jedno, za koho bojují.
Koncem roku 1810 je ale kadetka zrušena a chlapci jsou převeleni do Antverp, kde jsou přivtěleni k francouzské flotile kotvící na Šeldě. Zde také prožijí první křest ohněm při námořním střetnutí a Tonek si pak dokonce osobně promluví s císařem Napoleonem. 
Když je Napoleon po krachu ruského tažení internován na Elbě, vrátí se Tonek na chvíli domů a s upokojením zjistí, že otčím již zmizel. Pak však Napoleon z Elby prchne a Tonek je opět povolán do boje, tentokrát však proti císaři. Stane se účastníkem bitvy u Waterloo roku 1815, zůstal však v záloze a z bitvy vůbec nic neviděl.
Po všech životních zkušenostech si nyní již devatenáctiletý Tonek uvědomí, že vlastně nic neumí, že se nevyučil žádnému řemeslu, a rozhodne se odplout do Východní Indie. V té době netuší, že se již do Holandska nikdy nevrátí.

## Česká vydání
- Tonek z Napoleonovy armády, Albatros, Praha 1981, přeložila Olga Krijtová.